# 크라임 퍼즐
《크라임 퍼즐》은 2021년 10월 29일부터 11월 26일까지 ENA(구SKY), Genie TV(구.seezn) 에서 방영한 웹 드라마이다.

## 기획의도
자신의 아버지를 죽였다는 연인의 자백을 믿을 수 없어 사건을 다시 조사하는 프로파일러 유희와 한승민이 벌이는 10번의 인터뷰와 주변 인물들의 이야기를 다룬 드라마이다.

## 제작진

### 제작사
- 주KT스튜디오창원
- 스튜디오NK

### 연출
- 김상훈 : ( MBC 수목 특별기획드라마 《태왕사신기》(기획), KBS 2TV 수목 특별기획드라마 《바람의 나라》(기획), SBS 월화 특별기획드라마 《무사 백동수》(기획), 네이버 TV 웹드라마 《뱀파이어의 꽃》(연출), tvN 월화드라마 《라이어 게임》(기획), JEI 재능TV 어린이드라마 《출동 케이캅》(연출), OCN 토일드라마 《보이스》(기획), KBS 2TV 금토드라마 《최고의 한방》(기획), KBS 2TV 금토드라마 《고백부부》(기획), JTBC 금토드라마 《내 아이디는 강남미인》(기획) 등 연출 )

### 극본
- 최종길

## 등장인물
- 윤계상 : 한승민 역 - 연인 유희의 아버지이자 유력 정치인인 유홍민을 살해한 것을 자백한 범죄심리학자이자 현 무기징역수. 20대에 범죄 심리에 관한 논문으로 단숨에 세계적 범죄심리학자 반열에 오른 경찰대 스타교수였으나 현재는 교도소에 수감된 무기징역수. 냉소적이며 남에게 상처가 될 독설도 서슴치 않는 완벽남에 강력범죄자에게는 더없이 가혹한 인물.
- 고아성 : 김유희 역 (아역 : 이효비) - 한승민의 전(前) 연인이자 담당 수사관으로서 사건의 배후를 파헤치는 형사이자 날카로운 직감력을 소유한 인물.
- 윤경호 : 김판호 역 - 유희의 조력자

### 그 외 인물
- 전진오 : 유철희 역
- 우강민 : 배성필 역
- 마성민 : 남자 역
- 오초희 :
- 우현 : 조성수 역 - 한승민과 위험한 계약을 맺는 무기징역수.
- 송선미 : 박정하 역 - ㈜프라이빗 사교 클럽의 대표
- 권수현 : 차승재 역 - 엘리트 검사
- 김뢰하 : 김관호 역 - 안림교도소장
- 서지혜 : 박수빈 역 - 안림 경찰청 소속 막내 여형사
- 윤종석 : 김민재 역 - 한승민의 연수의 前 연인, 현재 교도소 의무교도관
- 전무송 : 인교 교주 역

## 참고 사항
- 윤계상과 우강민은 영화 《유체이탈자》 이후로 1개월만에 재회했다.
- 송선미는 MBC 일일 드라마 《돌아온 복단지》 이후로 5년만에 재회했다.
- 권수현은 SBS 일일 드라마 《달려라 장미》 이후로 8년만에 재회하는 작품이며, tvN 월화드라마 《어느 날 우리 집 현관으로 멸망이 들어왔다》 이후로 6개월만에 재회했다.